# Harald Kylin
Johann Harald Kylin, también conocido como Harald Kylin (1879-1949) fue un botánico sueco especializado en ficología y profesor de la Universidad de Lund. También fue editor de Botaniska Notiser, una revista científica sueca desde 1922 a 1928.
Kylin fue un profesor asociado de botánica en la Universidad de Uppsala en 1907, profesor en el seminario de la escuela primaria en Uppsala en 1918 y en 1920 profesor de botánica en la Universidad de Lund. Kylin emprendió varios viajes científicos, incluyendo estudios de algología a diferentes partes del Svergei, Noruega, Gran Bretaña, Francia, Italia y Estados Unidos, donde el verano de 1924, en nombre de la Universidad de Seattle llevó un curso de algología en la estación biológica en Friday Harbor. Kylin ha investigado a fondo la flora de algas en la costa oeste de Suecia. En una serie de tesis 1909/18 trataba de la bioquímica de las algas, sobre todo en vista de sus colorantes y carbohidratos. En obras posteriores 1928-1932 elaboró directrices para un nuevo sistema. Kylin publicó obras incluso sobre la sociología vegetal y la biología de las plantas. Fue editor de Biologiska notiser en 1922-1928.
Se convirtió en 1939 en miembro de la Real Academia de las Ciencias de Suecia.
- La abreviatura «Kylin» se emplea para indicar a Harald Kylin como autoridad en la descripción y clasificación científica de los vegetales.[2]

## Publicación
- Die Gattungen der Rhodophyceen